# Heino Eller
Heino Eller (Tartu, 7 maart 1887 – Tallinn; 16 juni 1970) was een Estse componist en muziekpedagoog.

## Levensloop
Heino Eller werd geboren in het Estse Tartu in de tijd dat Estland nog deel uitmaakte van het Keizerrijk Rusland. Hij voltooide in 1907 zijn schoolopleiding in Tartu. Hij had toen al vanaf zijn twaalfde vioollessen en hij had al in een aantal amateurorkestjes gespeeld. In de jaren 1907 en 1908 studeerde hij viool aan het Conservatorium van Sint-Petersburg. Dankzij overtraining moest hij zijn studie afbreken. Tussen 1908 en 1911 studeerde hij rechten aan de Universiteit van Sint-Petersburg, maar in 1913 volgde hij zijn roeping en keerde hij terug naar het conservatorium, waar hij nu compositieleer en muziektheorie ging studeren. In 1915 onderbrak hij de studie om zijn dienstplicht te vervullen tijdens de Eerste Wereldoorlog. Hij speelde in die tijd in een militair orkest. In 1919 keerde hij terug naar het conservatorium en in 1920 studeerde hij af. Een van zijn docenten was Maximilian Steinberg.
Eller ging terug naar Estland, dat in 1918 onafhankelijk was geworden. Tussen 1920 en 1940 doceerde hij compositieleer en muziektheorie aan de Hogere Muziekschool in Tartu. De stijl van zijn composities en die van zijn leerlingen, van wie de bekendste Eduard Tubin was, werd wel de ‘Tartuse School’ genoemd, als tegenhanger van de ‘Tallinnse School’, die onder leiding stond van Artur Kapp.
In 1940 werd Estland door de Sovjet-Unie bezet. In dat jaar werd Eller voorzitter van het uitvoerend comité van de Bond van Componisten van de Estse Sovjetrepubliek. Hij verhuisde naar Tallinn, waar hij van 1940 tot aan zijn dood in 1970 aan het plaatselijke conservatorium doceerde. Een van zijn leerlingen uit deze tijd was Arvo Pärt. Eller werd in deze periode vele malen gedecoreerd. In 1965 kreeg hij de Leninorde en in 1967 de eretitel Volkskunstenaar van de USSR.
Eller overleed in 1970 in Tallinn, waar hij ook begraven ligt. Hij was getrouwd met de pianiste Anna Kremer, die in 1942 in een Duits concentratiekamp om het leven kwam.
De Hogere Muziekschool in Tartu, waar Eller tussen 1920 en 1940 doceerde, heet sinds 1971 Heino Eller Muziekschool (‘Heino Elleri nimeline Tartu Muusikakool’). In 1998 stelde het Estse Theater- en Muziekmuseum de Heino Eller Muziekprijs in, die elk jaar op de geboortedag van Eller wordt uitgereikt. In Tallinn staat een buste van de componist, vervaardigd door de beeldhouwster Aime Kuulbusch.

## Oeuvre
Eller schreef voornamelijk instrumentale muziek. Hij begon in neoromantische stijl onder invloed van vooral Edvard Grieg, Jean Sibelius en Alexander Skrjabin. Later onderging hij invloeden van het impressionisme, het expressionisme en – zoals bijna iedere Estse componist – de Estse volksmuziek.
Zijn bekendste werken zijn waarschijnlijk de symfonische gedichten Koit (‘Dageraad’, 1917) en Videvik (‘Schemering’, 1918). Zijn meest gespeelde pianostuk is Kellad (‘Klokken’, 1929), geïnspireerd op de klokken in de Pauluskerk in Tartu.
Zijn leerling Arvo Pärt karakteriseerde het werk van Eller als volgt:
Heino Ellers oeuvre wordt gekarakteriseerd door strikte logica, een zorgvuldig bewaakt gevoel voor stijl, een orkestratie die tegelijk subtiel en meesterlijk is en een opmerkelijk eigen stijl van componeren. Deze kwaliteiten geven hem recht op een plaats naast de grote Noordse componisten.

## Selectie uit zijn werken
- Drie symfonieën (1936, 1947, 1961).
- Vioolconcert (1937).
- Elegie voor strijkers en harp (1931).
- Vijf stukken voor strijkorkest (1953).
- Symfonische gedichten Episood revolutsiooniajast (‘Episode uit de tijd van de Revolutie’, 1917), Koit (‘Dageraad’, 1917), Videvik (‘Schemering’, 1918), Viirastused (‘Spoken’, 1924), Varjus ja päikesepaistel (‘In de schaduw en in de zon’, 1926), Neenia (‘Grafdicht’, 1928).
- Symfonische Burleske (1928).
- Danssuite (1944).
- Lyrische Suite (1945).
- Vijf strijkkwartetten.
- Vier pianosonates.
- Twee vioolsonates.
- Ca. 180 stukken voor piano.

## Enkele leerlingen van Eller

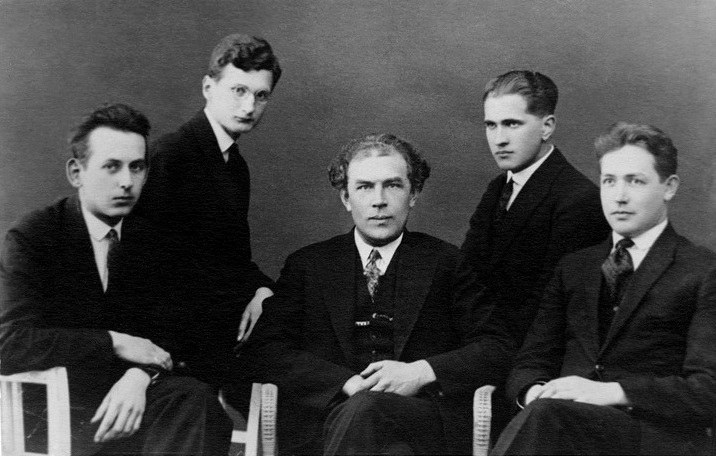
Vijf componisten uit de Tartuse School, van links naar rechts Eduard Tubin, Olav Roots, Heino Eller, Karl Leichter en Alfred Karindi

Bekende leerlingen van Heino Eller zijn:
- Els Aarne
- Villem Kapp
- Alfred Karindi
- Boris Parsadanian
- Arvo Pärt
- Alo Põldmäe
- Jaan Rääts
- Kaljo Raid
- Lepo Sumera
- Eduard Tubin